# 鮑爾斯嶺

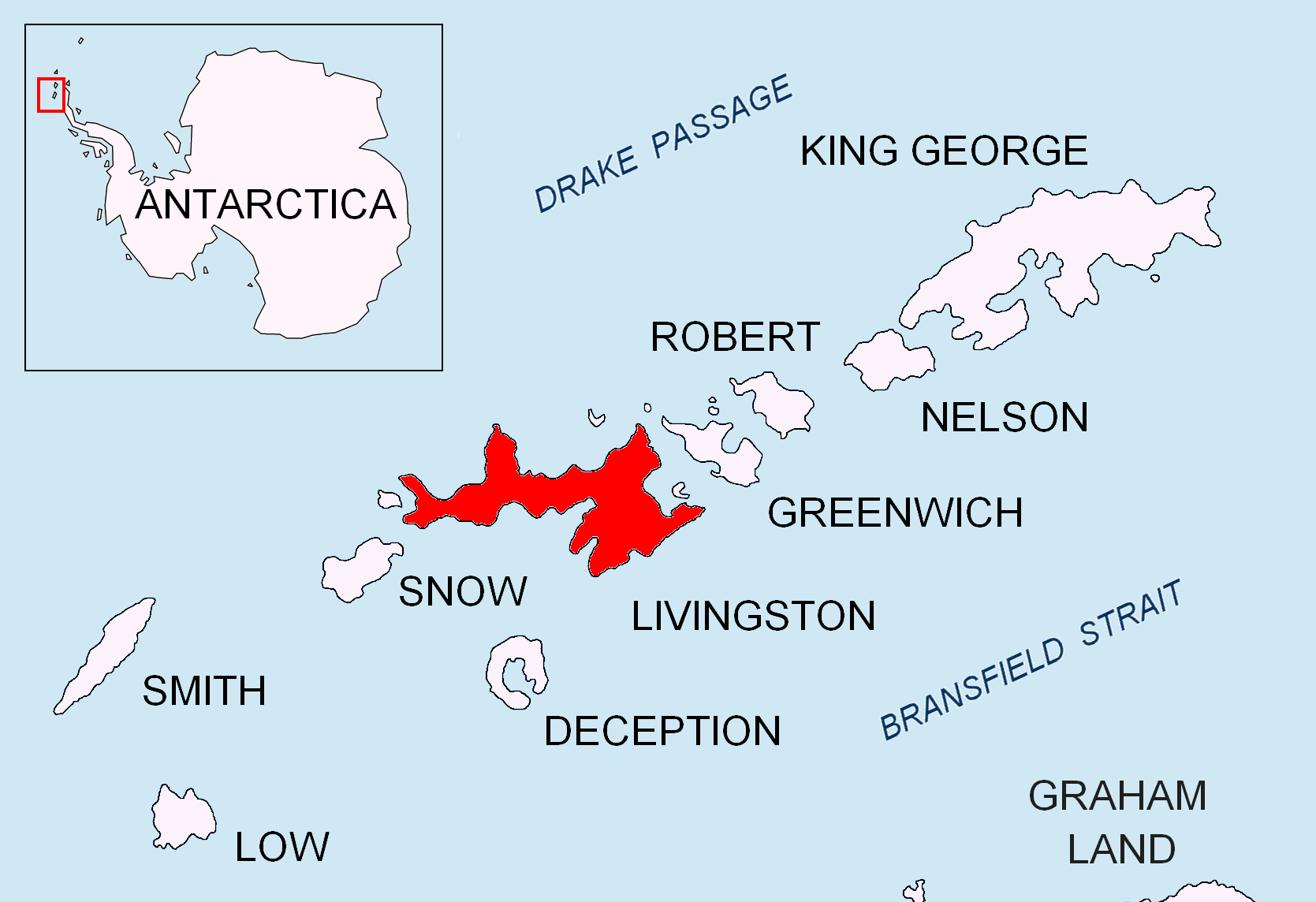

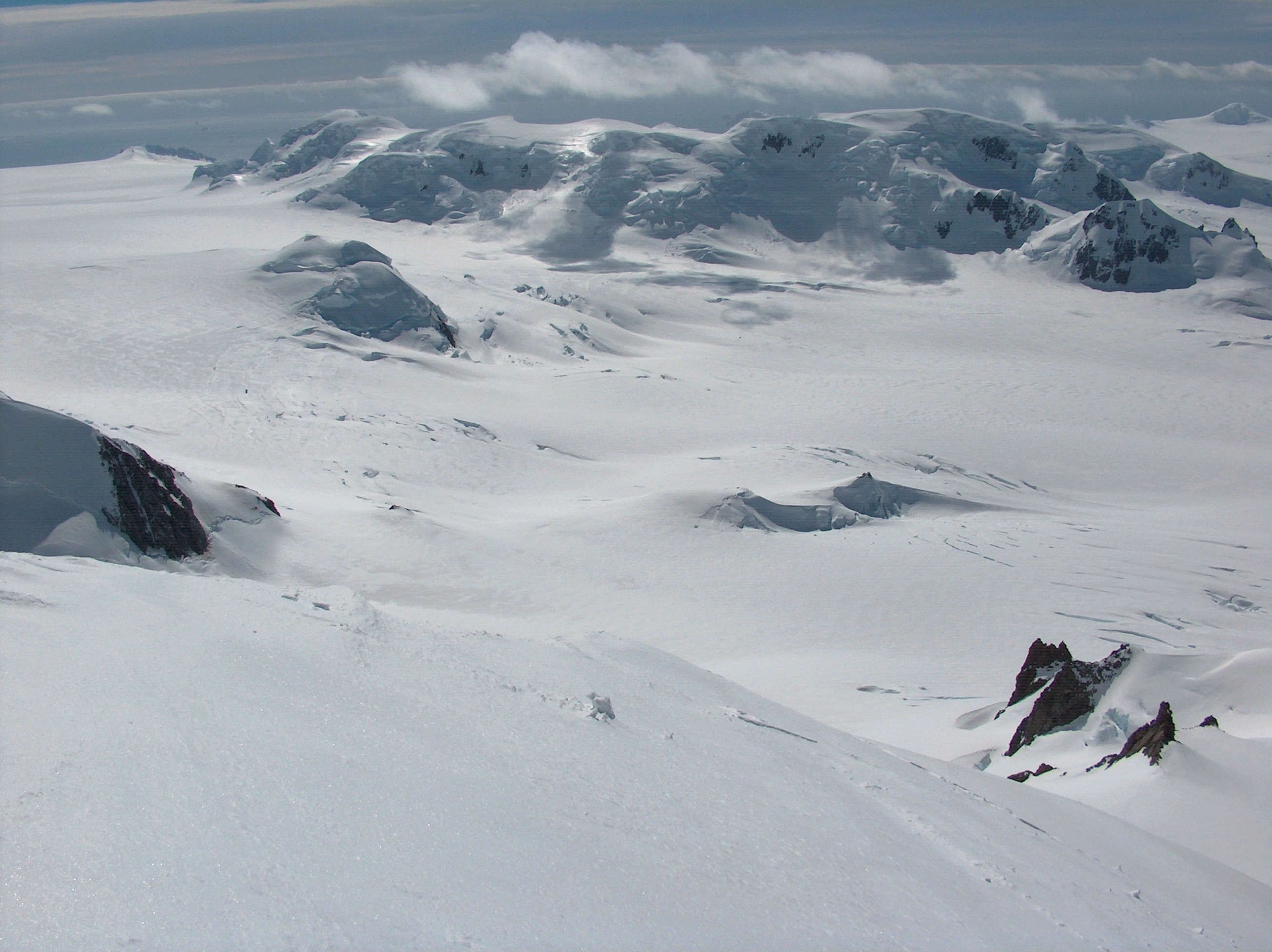

鮑爾斯嶺（英語：Bowles Ridge）是南極洲的山嶺，位於南設得蘭群島的利文斯頓島東部，長6.5公里、寬1.5公里，最高點是海拔高度822米的鮑爾斯山，現時受南極條約體系管理。

## 外部連結
- SCAR Composite Antarctic Gazetteer.
- Reference Map